# اسپالدینگ
اسپالدینگ (انگلیسی: Spalding) شرکت تجهیزات ورزشی آمریکایی است، که در سال ۱۸۷۶ توسط آلبرت اسپالدینگ تأسیس شد.